# 18-as busz (Nyíregyháza)
A nyíregyházi 18-as jelzésű autóbusz Vasútállomás és Örökösföld végállomások között közlekedik.

## A 18-as autóbuszvonal
Korábban a 18-as busz csak a TESCO áruházig közlekedett, de ezt később meghosszabbították az Örökösföldig, majd ezzel egy időben létrejött a 18A jelzésű busz, amely a korábbi 18-ashoz hasonló módon jár (csak a TESCO áruházig). Az alapjárat csak szombati napokon jár, egyébként csak a 18A busszal lehet utazni. Hasonló útvonalon jár a 7-es jelzésű busz is, de ez csak a Jósavárosig közlekedik.

### Közlekedés
A vonalon Credo EN 9,5, Ikarus 260, Ikarus 263, Ikarus 280, Ikarus C80, Ikarus 412, Ikarus 415, Solaris Urbino 12 és Solaris Urbino 15 típusú járművek közlekednek.
 
Az autóbusz csak szombati napokon közlekedik, 40 perces követési időközökkel.

## Útvonala
| Örökösföld felé |
| --- |
| Vasútállomás vá. – Állomás tér – Petőfi utca – Széchenyi utca – Országzászló tér – Zrínyi Ilona utca – Luther utca – Kossuth tér – Bocskai utca – Hunyadi utca – Vay Ádám körút – Dózsa György utca – Pazonyi tér – Korányi Frigyes utca – Kosbor utca – 4. sz. főút – Szalag utca – Örökösföld vá. |

| Vasútállomás felé |
| --- |
| Örökösföld vá. – Szalag utca – 4. sz. főút – Kosbor utca – Korányi Frigyes utca – Pazonyi tér – Dózsa György utca – Vay Ádám körút – Hunyadi utca – Bocskai utca – Kossuth tér – Luther utca – Zrínyi Ilona utca – Országzászló tér – Széchenyi utca – Petőfi utca – Állomás tér – Vasútállomás vá. |

## Megállóhelyei
| 18 (Vasútállomás – Országzászló tér – Vay Ádám körút – Dózsa György utca – Jósaváros – TESCO áruház – Örökösföld) |                                |      |                                                                |
| Perc | Megálló neve                   | Perc | Átszállási lehetőségek                                         |
| 0 | Vasútállomás                   | 24   | 1, 1A, 6, 7, 8, 8A, 10, 12, 14, 14F, 16, 18A, H31X, H31Y       |
| 2 | Toldi utca                     | 22   | 7, 8, 8A, 10, 18A, 40, H33, H40                                |
| 3 | Szabolcs utca                  | 21   | 3, 7, 8, 8A, 10, 18A, 24, 40, H31, H33, H40                    |
| 4 | Országzászló tér               | 19   | 3, 7, 18A, 24, H40                                             |
| 6 | Luther utca                    | –    | 7, 13, 15, 18A                                                 |
| – | Városi Bíróság                 | 17   | 7, 18A                                                         |
| 9 | Bujtos utca                    | 15   | 2, 2Y, 4, 4Y, 5, 5A, 7, 11, 13, 15, 18A, 23, 23G, H32          |
| 11 | Kodály Zoltán Általános Iskola | 14   | 2, 2Y, 4, 4Y, 5, 5A, 7, 11, 13, 15, 17, 17T, 18A, 23, 23G, H32 |
| 13 | Nyár utca                      | 12   | 5, 5A, 7, 14, 14F, 15, 18A, H33                                |
| – | Pazonyi tér                    | 11   | 5, 5A, 7, 14, 14F, 15, 18A, H33                                |
| 15 | Szabolcs Volán Zrt.            | 9    | 5, 5A, 7, 12, 14, 14F, 15, 18A, H33                            |
| 16 | Jósavárosi piac                | 8    | 5, 5A, 7, 12, 14, 14F, 15, 18A, H33                            |
| – | Jósavárosi templom             | 7    | 5, 5A, 7, 12, 14, 14F, 15, 18A, H33                            |
| 19 | TESCO áruház                   | 5    | 18A, H33                                                       |
| 22 | TESCO áruház (STOP-SHOP)       | 2    | H33                                                            |
| 24 | Örökösföld                     | 0    | 5, 5A, 6, 11, 17, 17T, 23, 23G                                 |

## Külső hivatkozások
- A 18-as buszok menetrendje
- A járat megjelenítése a térképen
- Nyíregyháza hivatalos honlapja